# Соціал-демократична партія Киргизстану
Соціа́л-демократи́чна па́ртія Киргизста́ну (кирг. Кыргызстандын социал-демократиялык партиясы) — киргизька політична партія, заснована 1993 року. Виступила одним з політичних лідерів другої революції в Киргизстані. Саме представник цієї партії — Роза Отунбаєва — очолила тимчасовий уряд Киргизстану 7 квітня 2010 року.